# Maqsura

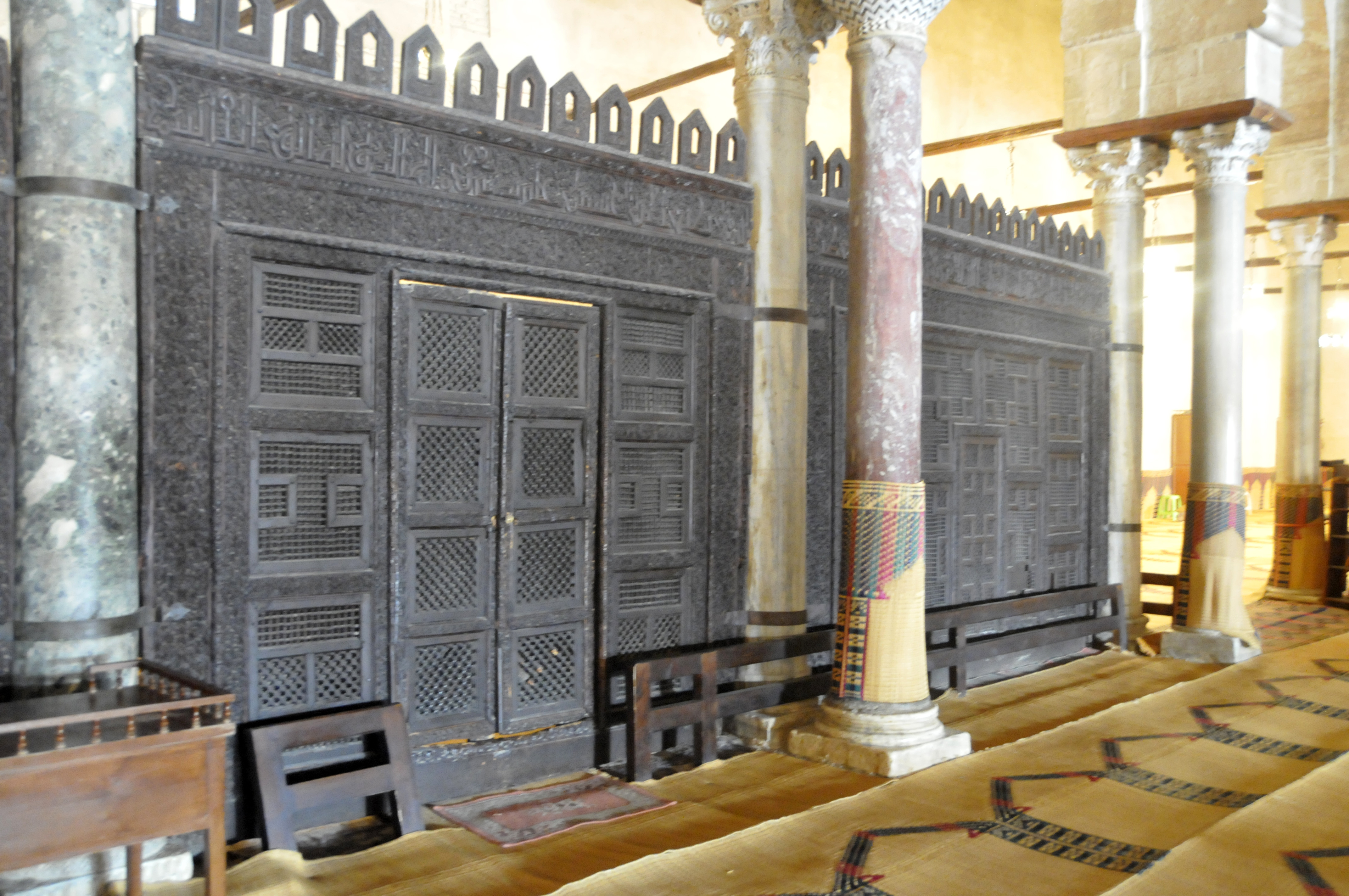
Vue de la maqsura de la grande mosquée de Kairouan, à Kairouan, Tunisie.

La maqsura, (en arabe مقصورة) également orthographié maksoura, maqsoura ou maksura, est une pièce privée, de petite taille, caractéristique de l'architecture islamique.
Dans le domaine religieux, la maqsura désigne la zone privée réservée au souverain pour sa prière. Cette dernière peut être ou non close.
Dans la salle de prière de la grande mosquée de Kairouan, en Tunisie, se trouve la plus ancienne maqsura du monde musulman. Réalisée en bois de cèdre finement ouvragé et datée de la première moitié du XIe siècle, la maqsura de la grande mosquée de Kairouan est considérée comme un joyau de l'art du bois ; elle est ornée à sa partie supérieure d'une frise calligraphiée comportant une inscription en caractère kufique qui compte parmi les plus remarquables bandeaux épigraphiques de l'art islamique.